# Julien Chaim Soussan
Julien Chaim Soussan (auch: Julian Chaim Soussan; * 13. April 1968 in Schluchsee) ist ein deutscher orthodoxer Rabbiner der Jüdischen Gemeinde Frankfurt.

## Leben
Julien Chaim Soussan wuchs als Sohn des marokkanisch-sephardischen Rabbiners Benjamin Soussan und einer deutschen Mutter in Freiburg im Breisgau auf. Er besuchte das Freiburger Deutsch-Französische Gymnasium, wo er sein Abitur ablegte. Anschließend studierte er zunächst Volkswirtschaft und Judaistik an der Ruprecht-Karls-Universität Heidelberg, dann ausschließlich Judaistik an der Heidelberger Hochschule für Jüdische Studien. Während des Studiums begann er eine zehn Jahre dauernde Tätigkeit als Lehrer für Jüdische Religionslehre in Stuttgart, danach erhielt er eine Religionslehrer-Stelle in Düsseldorf. 
Davon angeregt und unterstützt durch den damaligen Vorsitzenden des Zentralrats der Juden in Deutschland, Paul Spiegel, absolvierte Soussan eine Ausbildung zum Rabbiner an einer Jeschiwa in Jerusalem, wo er auch im Mai 2003 seine Ordination erhielt. Ab 2003 war Soussan Rabbiner der Einheitsgemeinde Düsseldorf, der drittgrößten jüdischen Gemeinde in Deutschland, bis er diese im Jahre 2011 verließ. Danach war Soussan Rabbiner der Jüdischen Gemeinde in Mainz. Er ist Mitglied des Beirats der Orthodoxen Rabbinerkonferenz Deutschland (ORD) und vertritt teils die ORD nach außen, wie zum Beispiel im Deutschen Koordinierungsrat der Gesellschaften für Christlich-Jüdische Zusammenarbeit (DKR). Außerdem ist er Mitglied des Gesprächskreises „Juden und Christen“ des Zentralkomitees der deutschen Katholiken auf Bundesebene und des Gesprächskreises des Ausschusses „Christen und Juden“ der Evangelischen Kirche im Rheinland. Als einer von vier jüdischen Repräsentanten nahm Soussan 2007 an einem Treffen der Präsidenten des Europäischen Parlaments, des Europäischen Rates und der Europäischen Kommission zum Thema Menschenwürde im Berlaymont in Brüssel teil.
Julien Chaim Soussan ist verheiratet und hat zwei Söhne.